# John H. Amos
Le PS John H. Amos est ancien bateau à roues à aubes servant comme remorqueur. Il appartient désormais au Medway Maritime Trust. Il est l'un des deux seuls remorqueurs à aubes survivants avec l'Eppleton Hall  préservé au San Francisco Maritime National Historical Park en Californie.

Il est classé bateau historique depuis 1996 par le National Historic Ships UK  et au registre du National Historic Fleet.

## Histoire
John H Amos a été commandé pour servir sur la rivière Tees pour la Tees Conservancy commissioners et construit par Bow, McLachlan and Company (en) à Paisley, en Écosse. Il a été nommé en l'honneur de John Hetherington Amos. Il a été terminé par National Shipbuilders Securities (en) (NSS).
Entre 1940 et 1967, il tracta des barges et des dragues non motorisées avec un équipage de six personnes. Peu efficace comme remorqueur, il a été affecté au transport de passagers (144 passagers maxi).

## Préservation
Retiré du service en 1967, il resta exposé sur la rivière Tees. En décembre 1971, il a été déplacé de Middlesbrough à Stockton-on-Tees pour convertir le remorqueur en un musée flottant.

De 1976 à 1999, à la suite de la réorganisation du gouvernement britannique, le projet a été retiré et le bateau mis en vente. Deux hommes d'affaires, qui s'intéressaient à ce genre de bateau, achetèrent le remorqueur. Renommé Hero, il rejoignit la flotte de l' International Towing Ltd (ITL), basé à Gun Wharf au Chatham Dockyard. À la fin de 1976, les partenaires se partagent le parc de navires, et John H Amos est déplacé de Gun Wharf à Milton Creek, puis à Faversham. Lorsque le HMS Endurance  revint de la guerre des Malouines, la Royal Navy a offert a la Medway Maritime Trust nouvellement créée deux bouées pour amarrer leurs deux bateaux.
John H Amos a été déplacé à Anchor Wharf lorsque le Dockyard Trust a acquis le sous-marin HMS Ocelot et a coulé sur son amarrage et a été renfloué. En novembre 1999, John H Amos a été inscrit au National Historic Fleet en tant que navire d' «importance nationale prééminente» et parmi les navires les plus dignes de conservation.
En 2001, la propriété a été transférée à la Medway Maritime Trust grâce au financement du Science Museum de Londres. L'aide à sa restauration a été donné de la Heritage Lottery Fund (en). En 2006, la MMT a acquis le Landing Ship Tank HMS Narvik et après avoir obtenu les fonds pour le levage de John H Amos en mai 2009, l'une des plus grandes grues maritimes en Europe, GPS Atlas, a levé John H Amos sur Portal Narvik. En 2008, l'artiste Billy Childish - né à Chatham - a fait plusieurs peintures de John H Amos, dont l'un montre le remorqueur en toute sécurité à bord du ponton Portal Narvik, amarré au milieu de la rivière.